# Mrągowo (gmina wiejska)
Mrągowo – gmina wiejska w województwie warmińsko-mazurskim, w powiecie mrągowskim. W latach 1975–1998 gmina położona była w województwie olsztyńskim.
Siedzibą gminy jest Mrągowo.
Według danych z 30 czerwca 2013 gminę zamieszkiwały 7933 osoby. Natomiast według danych z 31 grudnia 2019 roku gminę zamieszkiwało 7975 osób.

## Struktura powierzchni
Według danych z roku 2002 gmina Mrągowo ma obszar 294,87 km², w tym:
- użytki rolne: 61%
- użytki leśne: 19%

Gmina stanowi 27,68% powierzchni powiatu. Główną atrakcją turystyczną Gminy Mrągowo jest Góra Czterech Wiatrów z narciarskim wyciągiem, a w planach – Indiana Park i Snowpark.

## Demografia

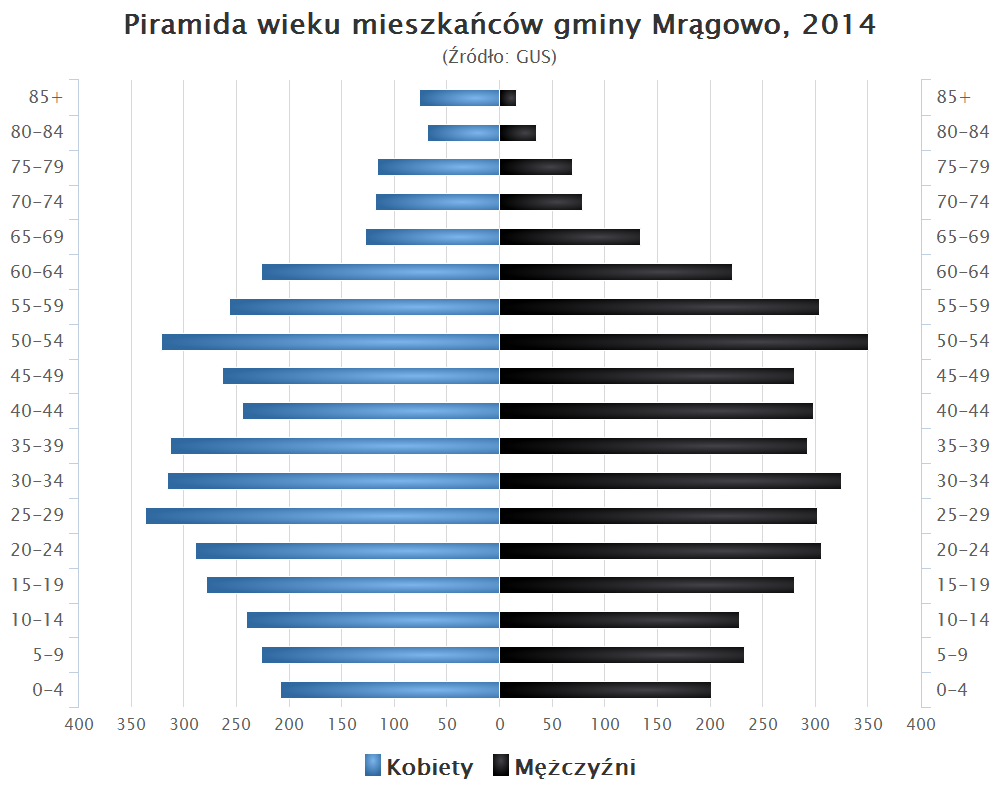
Piramida wieku mieszkańców gminy Mrągowo w 2014 roku

Dane z 30 czerwca 2013:
| Opis                              | Ogółem | Ogółem | Kobiety | Kobiety | Mężczyźni | Mężczyźni |
| --------------------------------- | ------ | ------ | ------- | ------- | --------- | --------- |
| jednostka                         | osób   | %      | osób    | %       | osób      | %         |
| populacja                         | 7933   | 100    | 3983    | 50,2    | 3950      | 49,8      |
| gęstość zaludnienia (mieszk./km²) | 26,9   | 26,9   | 12,6    | 12,6    | 12,6      | 12,6      |

## Sąsiednie gminy
Kętrzyn, Mikołajki, Mrągowo (miasto), Piecki, Reszel, Ryn, Sorkwity